# Hylettus spilotus
Hylettus spilotus es una especie de escarabajo longicornio perteneciente al género Hylettus, categorizada en la tribu Acanthocinini, de la subfamilia Lamiinae. Fue descrita por Monné en 1982.
El período de actividad en los ejemplares adultos se presenta en enero, marzo, abril y entre junio y diciembre.

## Descripción
Mide 7,8-15,5 mm de longitud.

## Distribución
Se distribuye por América del Sur: Brasil, Ecuador, Guayana Francesa y Perú.